# Mutación (computación evolutiva)
Mutación es, en el campo de la computación evolutiva, un operador genético usado para mantener la diversidad genética de una población. Es análogo a la mutación biológica.
Un ejemplo clásico de operador de mutación consiste en la modificación de un bit en un algoritmo genético. Esta modificación se efectúa con una probabilidad preestablecida, llamada probabilidad de mutación.
El propósito de la mutación es proveer un mecanismo para escapar abruptamente de los óptimos locales, así como desplazar a los individuos hacia zonas del espacio de búsqueda que no pueden ser alcanzadas por medio de otros operadores genéticos.

## Mutación de cromosomas binarios
Puede consistir en el cambio de un bit aleatorio, de uno a cero o de cero a uno.
Ejemplo:
| 1 | 0 | 1 | 0 | 0 | 1 | 0 |
|   |   |   |   | ↓ |   |   |
| 1 | 0 | 1 | 0 | 1 | 1 | 0 |

## Mutación de permutaciones
Puede consistir en intercambiar dos posiciones.
Ejemplo:
| 1 | 2 | 3 | 4 | 5 | 6 | 7 |
|   | ↓ |   |   | ↓ |   |   |
| 1 | 5 | 3 | 4 | 2 | 6 | 7 |

- Datos: Q610425